# ラファイエット (空母)
|            |                                                                                |
| 艦歴       |                                                                                |
| 起工       | 1942年4月11日                                                                  |
| 進水       | 1943年5月22日                                                                  |
| 貸与       | 1951年6月2日                                                                   |
| 退役       | 1963年3月20日                                                                  |
| その後     |                                                                                |
| 性能諸元   |                                                                                |
| 排水量     | 基準：11,000トン 満載：15,200トン                                              |
| 全長       | 622.5 ft （189.7 m）                                                           |
| 水線長     | 600.0 ft （182.88m）                                                           |
| 全幅       | 109' 2" （33.3 m）                                                             |
| 水線幅     | 71.5 ft （21.8 m）                                                             |
| 吃水       | 26 ft （7.9 m）                                                                |
| 飛行甲板長 | 178.3 m×33.3 m                                                                 |
| 機関       | バブコックス&ウィルコックス式重油専焼水管缶4基 +GE式ギヤードタービン4基4軸推進 |
| 最大出力   | 100,000 shp                                                                    |
| 最大速力   | 32.0ノット                                                                     |
| 航続距離   | 20 ノット/7,350 海里                                                           |
| 燃料       | 重油：3,169 トン 航空燃料：449 トン                                            |
| 乗員       | 士官、兵員：1,569名                                                            |
| 兵装       | ボフォース4cm（56口径）機関砲18門                                              |
| 搭載機     | 45機                                                                           |
| 防御       | 舷側：25-114mm（水線部） 甲板：55.8mm（主甲板）                                |

ラファイエット (La Fayette, R96) は、フランス海軍の航空母艦。元はアメリカ海軍のインディペンデンス級航空母艦「ラングレー」で、1951年にフランス海軍に貸与されて海軍航空隊が運用した。艦名はラファイエット侯爵にちなむ。フランスの大型貨客船「ノルマンディー」をアメリカが太平洋戦争勃発と共に接収、航空母艦(日本側の観測であり実際は兵員輸送船)に改造しようとした時の艦名が「ラファイエット」だった。

## 艦歴
アメリカ海軍の軽空母「ラングレー (USS Langley, CVL-27)」は第二次世界大戦終結後の1947年2月に予備役となる。1951年初めにモスボール化が解かれ、相互防衛援助法（軍事援助計画）の下でフランスに移管され、フランス海軍空母「ラ・ファイエット」として再就役した。前述のように第二次世界大戦中、ニューヨークで抑留されていたフランス豪華客船「ノルマンディー」を、アメリカ海軍が接収して空母改造を試みた時の艦名が「ラファイエット」である。
トゥーロンを母港とし、1953年6月まで第一次インドシナ戦争で多くの任務を遂行した。この任務の間、空母航空隊の艦載機はF6FとSB2Cで編成されていた。
1953年から1954年にかけて近代化改修が実施され、それから地中海と大西洋のアフリカ沿岸における任務に従事した。
1956年前半には、艦載機はF4UとTBFに更新され、南北に分割されたインドシナ沿岸における任務に従事する。
1956年10月に勃発したスエズ動乱に参加するため、空母「アローマンシュ」と、イギリス海軍の空母「イーグル (HMS Eagle, R05)」と共に空挺および上陸作戦支援のための航空作戦に従事する。
1960年3月には、モロッコのアガディールにおいて発生した地震の被災救援活動に参加した。
1962年、エビアン協定成立後のアルジェリア独立に伴う混乱から逃れるピエ・ノワールのフランス本土送還事業に、フランス海軍の参加艦艇の第一陣として任務に従事する。
10年以上の間、フランス海軍における任務に従事し、フランスが初めて完成させた正規空母「クレマンソー」就役に伴い、1963年にアメリカに返還された。1964年にスクラップとして売却された。
フランス海軍における「ラファイエット」は約350,000海里を航海し、艦載機19,805回の着艦を記録した。「ラファイエット」はインドシナでの任務を評価され、フランス戦争十字賞を授与された。「ラファイエット」の艦名は、フリゲート「ラファイエット (F710)」に受け継がれている。